# Vuelo 701 de Ariana Afghan Airlines
El vuelo 701 de Ariana Afghan Airlines sufrió un accidente aéreo el 5 de enero de 1969. El incidente afectó a un Boeing 727 con 62 personas a bordo, que se estrelló contra una propiedad residencial durante su aproximación al Aeropuerto de Londres-Gatwick en medio de una densa niebla. El accidente se atribuyó principalmente a un error del piloto, concretamente al no extender los flaps para mantener el vuelo a la velocidad de aproximación final.
El accidente ocurrió a las 01:35  de la mañana de un domingo, cuando la zona de Gatwick estaba envuelta en una densa niebla gélida. El Boeing 727, matriculado como YA-FAR (el único avión de este modelo en la flota de la aerolínea), descendió por debajo de su senda de planeo correcta al aproximarse al aeropuerto desde el este. Al sobrevolar la pequeña aldea de Fernhill, ubicada en la frontera entre Surrey y Sussex, chocó contra árboles y tejados, iniciando un giro y posteriormente estrellándose en un campo al sur de Fernhill Lane. Este lugar estaba aproximadamente a 1,5 millas (2,4 km) antes de la pista. Tras el impacto inicial, la aeronave colisionó contra una gran casa unifamiliar, lo que provocó su demolición total y el inicio de un incendio.
El incidente causó la muerte de 48 pasajeros y tripulantes. Además, dos residentes adultos de la casa demolida perdieron la vida a causa del impacto. Un bebé que se encontraba en la casa sobrevivió al incidente con heridas leves. El capitán, el primer oficial, el ingeniero de vuelo y once pasajeros también sobrevivieron al accidente.

## Ubicación
Fernhill es una aldea aproximadamente a 2,4 km del extremo este de la pista del aeropuerto de Gatwick  y a una distancia similar al sur de la ciudad más cercana, Horley. Hasta que los cambios de límites la incorporaron por completo a West Sussex (y al municipio de Crawley) en 1990, se extendía a ambos lados de la frontera entre Sussex y Surrey y estaba en la parroquia de Burstow.  Las dos carreteras principales, Peeks Brook Lane y Fernhill Road (llamada Fernhill Lane en el momento del accidente), corren de sur a norte y de oeste a este respectivamente.
El lugar del accidente fue un campo al oeste de Peeks Brook Lane, al sur de Fernhill Lane y al este de Balcombe Road, una carretera secundaria  que delimita el aeropuerto por este. Antlands Lane está más al sur. Una casa llamada Longfield, al sur de Fernhill Lane, fue destruida por el impacto. 

## Accidente

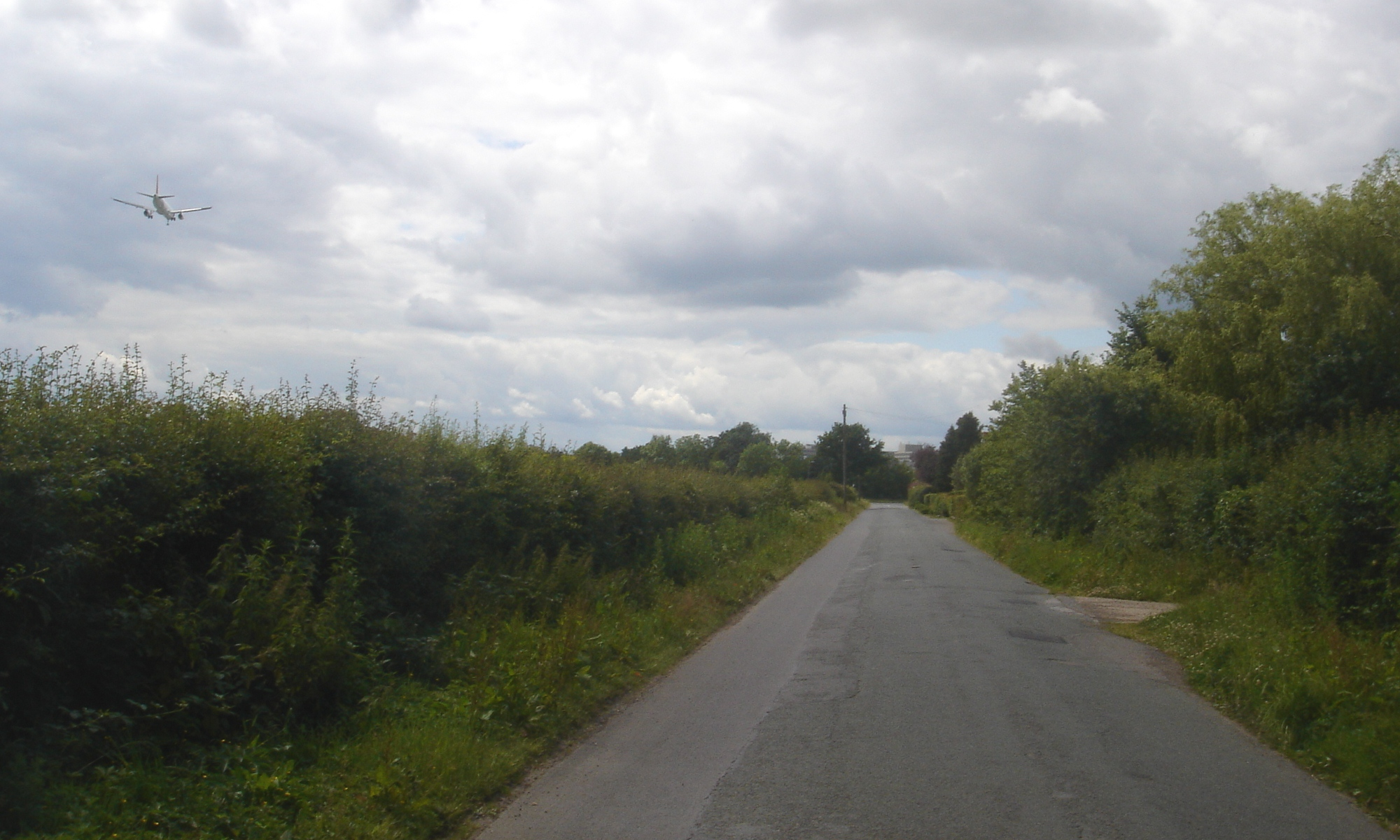
El avión se estrelló inmediatamente al sur de Fernhill Road, justo más allá del seto a la izquierda.

El vuelo FG 701 del Aeropuerto Internacional de Kabul al Aeropuerto de Gatwick era un servicio regular semanal  con escalas intermedias en Kandahar, Estambul y Fráncfort. También se produjo un cambio de tripulación en Beirut, momento en el que el Capitán Nowroz, el Primer Oficial Attayee y el Ingeniero de Vuelo Formuly asumieron el mando.
El tiempo en la zona de Gatwick durante la noche del 4 al 5 de enero de 1969 fue malo. Había una densa niebla gélida, aunque el aeropuerto permaneció abierto. (La normativa internacional exige que los aeropuertos permanezcan abiertos independientemente de las condiciones del terreno en caso de emergencia).  La niebla había persistido desde el día anterior, y aunque se había despejado de la mayor parte del sureste de Inglaterra, aún quedaban algunas zonas en Gatwick a una altura no superior a 250 pies (76,2 m). El capitán recibió informes meteorológicos que indicaban que la visibilidad variaba entre 50 metros (164 pies) y 500 metros (1640,4 pies), la temperatura del aire era −3 grados Celsius (26,6 °F) y predominaba la niebla helada. Los informes del aeropuerto de Londres Stansted (el destino alternativo designado para este vuelo) y del aeropuerto de Londres Heathrow indicaban condiciones mucho más despejadas, y el vuelo también podría haber regresado a Frankfurt, ya que llevaba suficiente combustible. (El informe del accidente determinó que alrededor de 9000 kilogramos (19 841,6 lb) quedabán en el avión cuando se estrelló.) 
Cuando el avión se aproximaba a Fernhill y estaba a 2,4 km de la pista de Gatwick, rozó la copa de unos robles en el jardín de una casa llamada Twinyards, en Peeks Brook Lane.  Esto fue a unas 500 yardas (1500,0 pies; 457,2 m) desde el punto de impacto en el suelo. Luego dejó marcas de neumáticos en el techo de la casa vecina  y derribó las chimeneas de la casa de enfrente  a unos 264 pies (80,5 m) más adelante. En este punto, el avión estaba a solo 40 pies (12,2 m) del suelo. Luego impactó una antena de televisión y otro grupo de árboles, dañando componentes del ala derecha. Al comenzar a rodar, las ruedas del avión tocaron tierra brevemente y comenzó a ascender de nuevo. No logró sobrepasar Longfield, una casa unifamiliar propiedad de William y Ann Jones  que se encontraba 300 yardas (900 pies; 274,3 m) más al oeste, y que destruyó por completo.  Un motor aterrizó en los restos de la casa junto con la sección trasera del fuselaje, mientras que la sección delantera del avión se desintegró a lo largo de unos 1395 pies (465 yd; 425,2 m). El combustible se derramó y se incendió inmediatamente, envolviendo el fuselaje y los restos de la casa. Los Jones murieron, pero su bebé sobrevivió con heridas leves:  los laterales de su cuna se derrumbaron hacia adentro, formando una especie de carpa protectora bajo uno de los motores.
Los residentes de Peeks Brook Lane fueron los primeros en llegar al lugar del accidente y en contactar con los servicios de emergencia. La primera llamada se recibió a las 0138 en la sala de control de la Policía de Surrey, y se enviaron oficiales desde la comisaría de Horley. Los primeros oficiales llegaron siete minutos después, pronto seguidos por el agente Keith Simmonds de la comisaría de Oxted  que estaba de servicio de tráfico esa noche y que salvó al bebé herido de la casa destrozada. Los servicios de bomberos también fueron convocados a las 01:38, y los vehículos llegaron a partir de las 01:56. Las brigadas de bomberos de Surrey y Sussex enviaron 20 vehículos al lugar, y la Autoridad Aeroportuaria Británica suministró más desde el aeropuerto.  Los investigadores de accidentes de la Junta de Comercio dirigidos por George Kelly también fueron al lugar. A pesar de una considerable presencia policial, sus esfuerzos se vieron afectados por los espectadores que los obstruían en los carriles estrechos. Se instalaron bloques policiales en ambos extremos de Fernhill Lane, y otros oficiales fueron estacionados en Antlands Lane desviando el tráfico de Balcombe Road.

## Aeronave
El Boeing 727 tenía menos de un año al momento del accidente y era el único avión de este tipo de Ariana. El YA-FAR se construyó en febrero de 1968 y recibió su certificado de aeronavegabilidad estadounidense el 25 de marzo de 1968. El 29 de abril de 1968 se le concedió su matrícula en Afganistán, país que emitió su propio certificado de aeronavegabilidad el 14 de mayo de 1968. Al momento del accidente, la aeronave había registrado 1715 horas de vuelo.
Los investigadores de accidentes de la Junta de Comercio llevaron los restos a un hangar del aeropuerto de Farnborough para su análisis. También participaron en la investigación funcionarios de Estados Unidos y Afganistán.  Se emitió un comunicado preliminar el 17 de enero de 1969, y el informe completo del accidente se publicó en junio de 1970.

## Tripulación y pasajeros
El capitán Rahim Nowroz, el primer oficial Abdul-Zaher Attayee y el ingeniero de vuelo Mohammed-Hussain Formuly sobrevivieron, pero resultaron gravemente heridos. Los cinco auxiliares de vuelo fallecieron. El capitán Nowroz se licenció como piloto en 1956, fue contratado por Ariana al año siguiente como copiloto y había volado 10.400 horas desde entonces, incluidas 512 en un Boeing 727, para el que se licenció tras su formación en 1968.
Había 54 pasajeros a bordo, 43 de los cuales fallecieron. Los otros 11 sufrieron heridas graves; la mayoría viajaba en la sección delantera del avión. Salvo una niña estadounidense, todos eran de Afganistán, Pakistán e India  (especialmente de la región de Punjab ). Había una mezcla de residentes británicos que regresaban de visitar a sus familias y nuevos inmigrantes.

## Secuelas

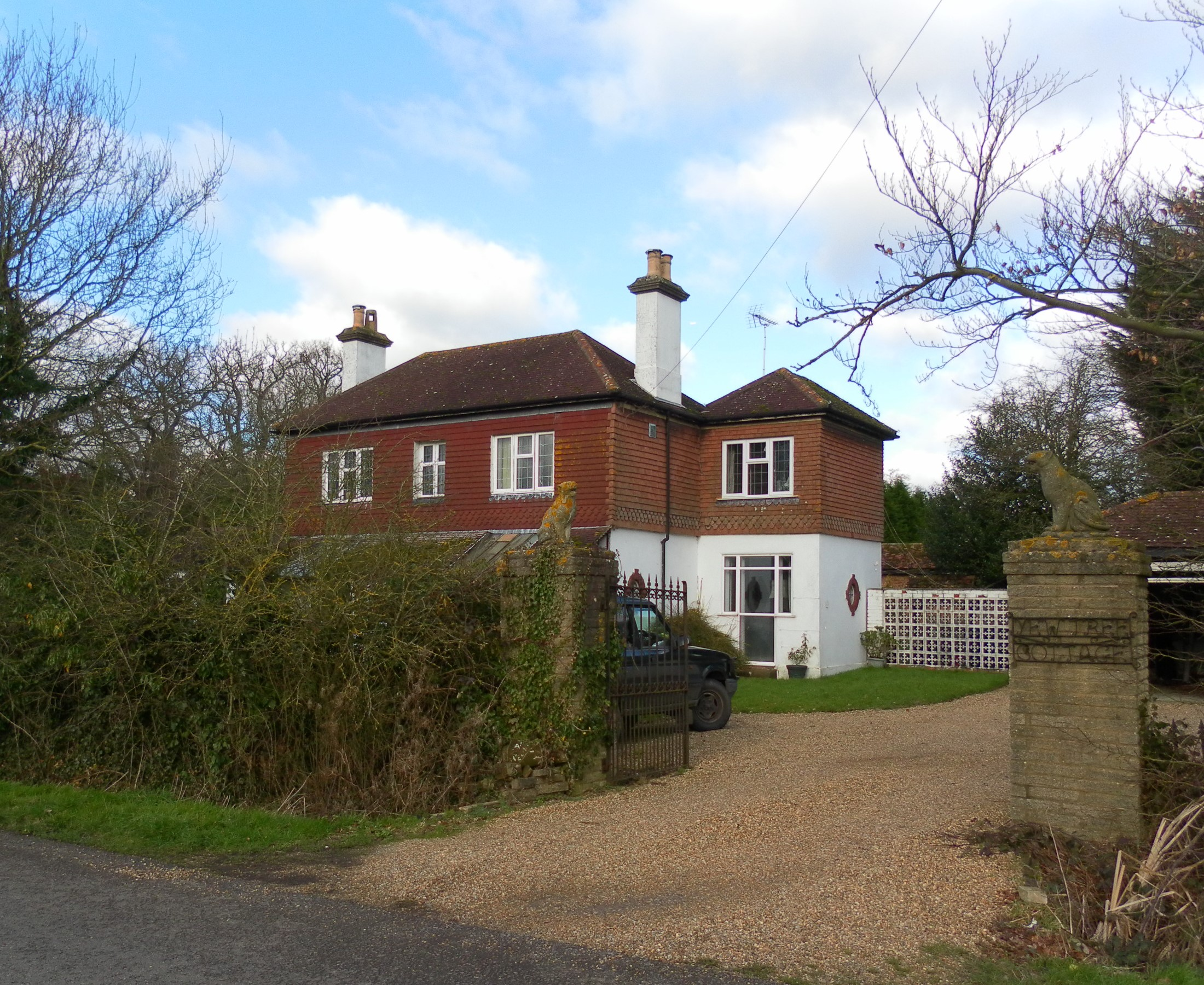
Se instaló un centro de rescate en el exterior de Yew Tree Cottage.

Los servicios de emergencia establecieron un centro de triaje temporal y un centro de rescate en las afueras de Yew Tree Cottage  y, posteriormente, una sala de incidentes en la comisaría de Horley. Los supervivientes fueron trasladados a Fernhill House  antes de ser trasladados al Hospital General de Redhill  o, en el caso de cinco personas con quemaduras graves, a la Unidad de Quemados McIndoe del Hospital East Grinstead. Dos pasajeros murieron de camino al Hospital General de Redhill.  El bebé que sobrevivió entre los escombros de la casa también fue trasladado allí  con graves hematomas y cortes leves.
Los cuerpos de las víctimas fueron trasladados a la Sala de Ambulancias de St. John en Massetts Road, Horley, donde se instaló una morgue temporal. Los familiares fueron llevados allí para identificarlos. Algunos cuerpos estaban tan quemados que fue necesario utilizar efectos personales para confirmar la identidad de la víctima. Otros cuerpos fueron trasladados posteriormente a la funeraria Kenyon's en Londres. Las investigaciones sobre las 50 muertes comenzaron en cuestión de días: la primera fue la de William y Ann Jones, celebrada en Reigate desde el 10 de enero de 1969.
La reina Isabel II transmitió un mensaje de condolencias a Mohammed Zahir Shah, rey de Afganistán. Cinco agentes de policía, incluido el agente Simmonds, recibieron la Condecoración de la Reina por su Conducta Valiente por su "servicio que excedió los límites del deber" en el lugar del accidente. También recibieron esta condecoración cinco residentes locales y un pasajero del avión  que regresaron al lugar del siniestro para rescatar a sus familiares y apagar las llamas de la ropa de otro pasajero.
En cuanto a víctimas mortales, el accidente fue (y sigue siendo a partir de 2025 ) el peor ocurrido en las inmediaciones del Aeropuerto de Gatwick. Fue el primer incidente grave en el aeropuerto desde el accidente ocurrido en febrero de 1959, cuando un Vickers Viscount operado por Turkish Airlines se estrelló en una zona boscosa entre Rusper y Newdigate, también en la frontera entre Surrey y Sussex, matando a 14 pasajeros e hiriendo al primer ministro turco, Adnan Menderes.

## Investigación y causa

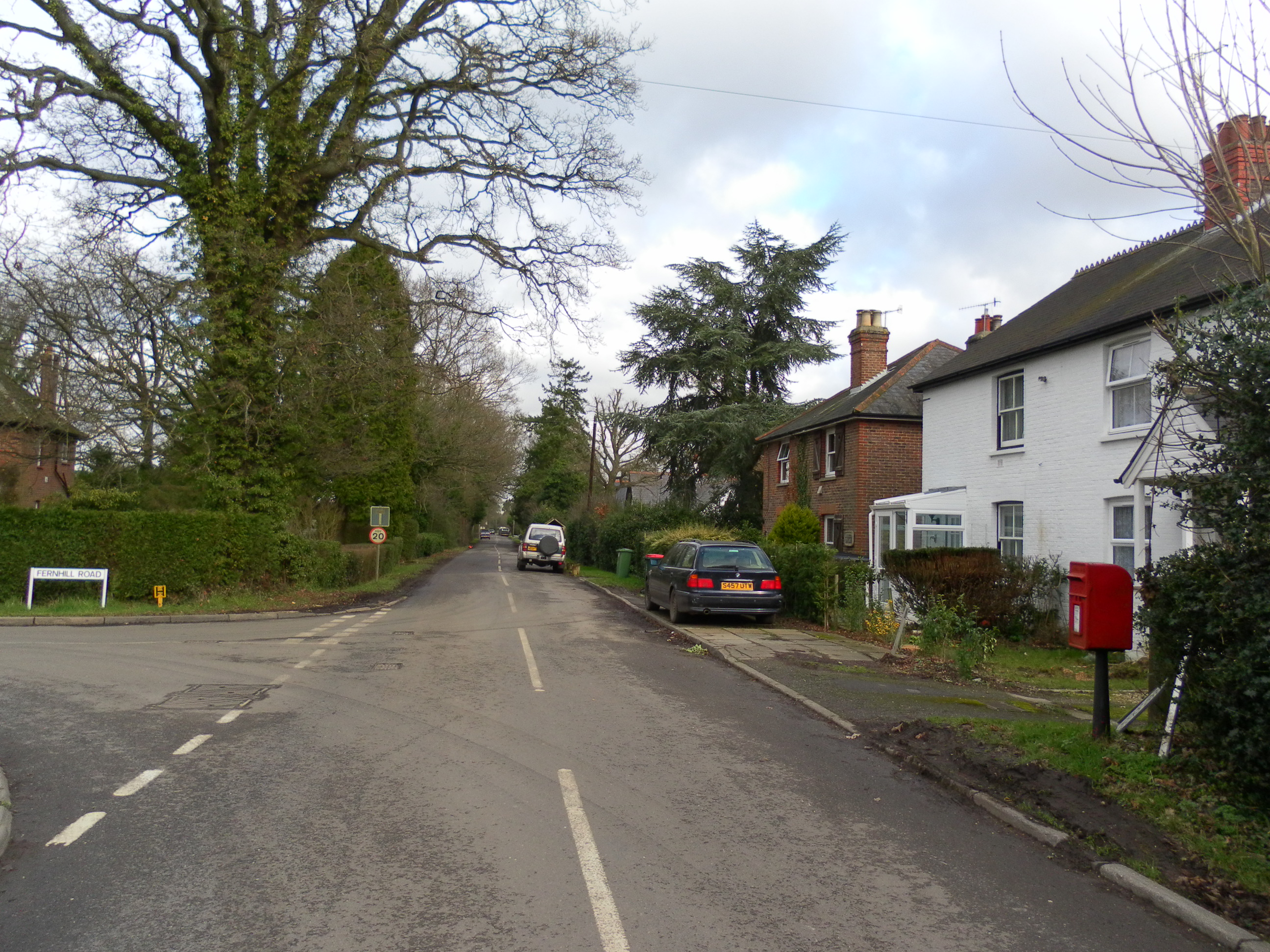
El avión estaba muy por debajo de su senda de planeo cuando pasó sobre estas casas en Peeks Brook Lane, Fernhill, chocando contra árboles, chimeneas y antenas de televisión.

Los investigadores determinaron que la causa del accidente fue un error del piloto. Su decisión de aterrizar en Gatwick fue un error de juicio debido a las condiciones meteorológicas, que eran muy adversas, aunque esto en sí mismo no causó el accidente. En cambio, la falta de extensión de los flaps en la secuencia correcta y a la velocidad adecuada provocó que la aeronave cayera por debajo de su senda de planeo, se desviara a la derecha con el morro elevado y se estrellara.
El informe del accidente indicó que el YA-FAR contaba con un panel de instrumentos completo y funcional, un sistema de radiofrecuencia omnidireccional VHF (VOR) y un sistema de aterrizaje por instrumentos (ILS) en funcionamiento. Se observó una comunicación satisfactoria y rutinaria entre el control de tráfico aéreo y la aeronave, y se recuperó la grabadora de voz de cabina. También se encontró una grabadora de vuelo en la parte trasera del fuselaje, la cual se recuperó el 6 de enero  y se analizó su contenido.
La decisión del capitán de volar a Londres en lugar de permanecer en Frankfurt no fue criticada: podría haber aterrizado en Heathrow o Stansted, donde el clima estaba despejado, en lugar de Gatwick si consideraba que las condiciones eran demasiado malas, y el avión incluso podría regresar a Alemania si fuera necesario. Cuando el avión se aproximó a Gatwick, el alcance visual de la pista era de 100 metros (328,1 pies) según el último informe meteorológico a las 23:50 del 4 de enero, y no se esperaba que mejorara esa noche; además, esta lectura se confirmó a la 01:23 y a la 01:27. En ese momento, a las aeronaves registradas en Gran Bretaña no se les permitía aterrizar en un aeropuerto en un momento en que su alcance visual en la pista fuera inferior a su "mínimo declarado" (el de Gatwick era de 0.80 km), pero las aeronaves extranjeras tenían sus propias reglas y no estaban sujetas a la legislación británica. Los pilotos de Ariana Afghan Airlines recibieron instrucciones de no aterrizar cuando el alcance visual en la pista fuera inferior al mínimo declarado de un aeropuerto (aunque esto no estaba prohibido por ley), pero podían usar su criterio para decidir si descendían a la altura crítica  ( 200 pies (61,0 m) para esta aeronave) y luego intentar un aterrizaje.
El capitán Nowroz decidió que, dado que la niebla dispersa cambia rápidamente, realizaría una aproximación con vistas a aterrizar en Gatwick. El informe del accidente indicó que, al basarse principalmente en indicaciones visuales al aterrizar, podría haberse distraído de sus tareas en la cabina de vuelo; y se sabe que la niebla dispersa, en condiciones por lo demás despejadas, afecta gravemente la visibilidad de las referencias visuales, lo que a veces provoca "errores de juicio catastróficos".
Sin embargo, la decisión del capitán Nowroz de acercarse a Gatwick con vistas a aterrizar allí no presentó "ningún riesgo indebido" y no causó el accidente. En cambio, se determinó que la causa fue una serie de cambios en los ajustes de velocidad, potencia y ángulo de flaps que no estaban de acuerdo con los procedimientos operativos de la aerolínea y que tuvieron lugar en las últimas 15 millas (24,1 km) de la aproximación. A las 01:28, la aeronave captó el haz del localizador ILS y los flaps se bajaron en tres etapas a medida que reducía la velocidad. Poco después, al aproximarse al haz de la senda de planeo ILS, su altura y velocidad se redujeron aún más y el tren de aterrizaje se extendió. Entonces, el capitán vio una luz que confundió con una en el extremo opuesto de la pista (en realidad estaba en una colina más allá del aeropuerto) y se encendió la luz de advertencia de " estabilizador fuera de compensación". Esta había fallado anteriormente en el vuelo, y el capitán desactivó el piloto automático y el rastreador automático de la senda de planeo. A las 01:33, se aumentó el ángulo de los flaps; la aeronave comenzó a descender por debajo de la pendiente de aproximación y volaba más rápido de lo que la tripulación creía. Solo cuando alcanzó una altura de 400 pies (121,9 m) Fue un intento de ganar altura, pero esto ocurrió demasiado tarde.
Los primeros tres ajustes de flaps se realizaron a velocidades superiores a las recomendadas por la aerolínea, aunque no excedieron los límites del Boeing 727. El tren de aterrizaje se extendió a una velocidad excesiva, y el siguiente ajuste de flaps debería haberse realizado en dos etapas. El cambio repentino de ángulo provocó que el morro se inclinara hacia abajo y que la aeronave descendiera más rápido de lo apropiado para las condiciones. Sin embargo, el capitán y los demás miembros de la tripulación no reaccionaron hasta unos 45 segundos, hasta que se encontraban a unos 300 pies (91,4 m) Desde tierra, aplicaron toda la potencia y el timón de profundidad para intentar elevar la aeronave. El informe del accidente indica que, durante este periodo de 45 segundos, pudieron estar absortos buscando confirmación visual de su posición, como las luces de pista.
La legislación que prohibía a los aviones británicos aterrizar cuando el alcance visual de la pista era demasiado corto se amplió en septiembre de 1969 para cubrir aviones de todos los demás países cuando volaran a aeropuertos en cualquier lugar del Reino Unido.